# Felelősségük teljes tudatában
A Felelősségük teljes tudatában (eredeti cím: Consenting Adults) Alan J. Pakula 1992-ben bemutatott film-drámája. A forgatókönyvet Matthew Chapman írta. A film Priscilla és Richard Parker unalmas életéről szól, amíg be nem költöznek Otis házaspár a szomszéd házba, akik tudják, hogyan kell feldobni a hangulatot. Pár hónap alatt össze is barátkozik a két szomszéd, de egy nap Eddy Otis azzal az ötlettel áll elő, hogy egy napra Richard cserélje el a feleségét az övére. Richardot és feleségét Kevin Kline és Mary Elizabeth Mastrantonio alakítja, a szomszédékat pedig Kevin Spacey és Rebecca Miller. 
A film a Hollywood Pictures megbízásából készült, a magyar szinkront a Mafilm készítette 1993-ban.

## Szereplők
| Szereplő          | Színész                     | Magyar hang   |
| ----------------- | --------------------------- | ------------- |
| Richard Parker    | Kevin Kline                 | Holl Nándor   |
| Priscilla Parker  | Mary Elizabeth Mastrantonio | Andresz Kati  |
| Eddy Otis         | Kevin Spacey                | Forgács Péter |
| Kay Otis          | Rebecca Miller              | Jani Ildikó   |
| David Duttonville | Forest Whitaker             |               |
| George Gordon     | E.G. Marshall               |               |
| Lori Parker       | Kimberly McCullough         |               |